# 12 Concerts a cinc (Albinoni)
12 Concerts a cinc (op. 9) és una col·lecció de concerts del compositor italià Tomaso Albinoni, publicada el 1722.
La peça més famosa de l'Opus 9 d'Albinoni és el Concert en re menor per a oboè (Opus 9, número 2). És conegut pel seu moviment lent. Aquest concert és probablement la segona obra més coneguda d'Albinoni després de l'Adagio en sol menor (que es creia que era una reconstrucció basada en un fragment d'Albinoni).
Els concerts van ser dedicats a Maximilià II Emanuel, Elector de Baviera, i van ser publicats per primera vegada per Michel-Charles Le Cène a Amsterdam. És possible, però no segur, que fossin escrits a la cort de l'Elector durant una visita d'Albinoni el 1722 durant les representacions de les seves composicions teatrals. Aquestes són potser les seves obres més reconegudes.
| Concerto for oboe in D minor, Op. 9, No. 2 - I. Allegro e non presto (3:50) |
|                                                                             |
|                                                                             |
|                                                                             |
| Concerto for oboe in D minor, Op. 9, No. 2 - II. Adagio (4:18)              |
|                                                                             |
|                                                                             |
|                                                                             |
| Concerto for oboe in D minor, Op. 9, No. 2 - III. Allegro (3:25)            |
|                                                                             |
| All files courtesy of Musopen                                               |
|                                                                             |

| Oboe Concerto, Op. 9, no 5 – 1. Allegro                                                            |
| |
| Performed by Camden, Anthony (oboe) London Virtuosi Georgiadis, John (Conductor) Courtesy of NAXOS |
| |

## Els 12 concerts
- Concerto for violin in B flat major, Op. 9, No. 1 (I. Allegro, II. Adagio, III. Allegro)
- Concerto for oboe in D minor, Op. 9, No. 2 (I. Allegro e non presto, II. Adagio, III. Allegro)
- Concerto for 2 oboes in F major, Op. 9, No. 3 (I. Allegro, II. Adagio, III. Allegro)
- Concerto for violin in A major, Op. 9, No. 4 (I. Allegro, II. Adagio, III. Allegro)
- Concerto for oboe in C major, Op. 9, No. 5 (I. Allegro, II. Adagio, III. Allegro)
- Concerto for 2 oboes in G major, Op. 9, No. 6 (I. Allegro, II. Adagio, III. Allegro)
- Concerto for violin in D major, Op. 9, No. 7 (I. Allegro, II. Andante e sempre piano, III. Allegro)
- Concerto for oboe in G minor, Op. 9, No. 8 (I. Allegro, II. Adagio, III. Allegro)
- Concerto for 2 oboes in C major, Op. 9, No. 9 (I. Allegro, II. Adagio, III. Allegro)
- Concerto for violin in F major, Op. 9, No. 10 (I. Allegro, II. Adagio, III. Allegro)
- Concerto for oboe in B flat major, Op. 9, No. 11 (I. Allegro, II. Adagio, III. Allegro)
- Concerto for 2 oboes in D major, Op. 9, No. 12 (I. Allegro, II. Adagio, III. Allegro)